# Эремурус замечательный
Эрему́рус замеча́тельный, или Эрему́рус представи́тельный (лат. Eremúrus spectabílis) — многолетнее травянистое растение, вид рода Эремурус (Eremurus) семейства Асфоделовые (Asphodelaceae).

## Ботаническое описание

### Морфология
Крупное, до 1—2 м высотой во время цветения, растение. Корни мясистые, веретенообразно утолщённые, длиной до 25 см, расположены звёздообразно на укороченном корневище.
Листья (6—15 штук) прикорневые, линейно-трёхгранные, по краю шероховатые, сизоватого цвета, голые, шириной до 4,5 см, направлены косо вверх.
Цветёт в мае. Цветонос почти прямостоячий, в толщину достигает 1 см, несёт густую многоцветковую кисть длиной до 80 см. Цветки с бледно-жёлтым воронковидно-колокольчатым околоцветником длиной до 9 мм, доли его продолговато-линейные. Тычинки вдвое длиннее околоцветника, столбик загибающийся книзу. Прицветники линейно-шиловидные, реснитчатые.
Плод — шаровидная морщинистая коробочка диаметром около 12 мм с ясно выраженными морщинистыми складками, содержит трёхгранные коричневые семена.

### Биологические особенности
Эремурус замечательный — эфемероид среднего срока цветения. Произрастает на сухих, хорошо прогреваемых каменистых склонах, в горных степях, на скалах и осыпях, по склонам балок. Растение солнцелюбивое, но выносит небольшое затенение. Зацветает на 5—8-й год. Размножается семенами, которые при раскачивании цветоноса ветром или животными вылетают из коробочек и падают на небольшом расстоянии от материнского растения.
Раскрывание цветков в соцветии, как и у других видов эремуруса, происходит снизу вверх — зона цветения постепенно передвигается к верхушке. При этом опыление у эремуруса замечательного имеет любопытную особенность: насекомые (пчёлы, шмели, мухи-журчалки) посещают не только что раскрывшиеся цветки, а те, которые уже начинают вянуть. Дело в том, что в раскрывшемся цветке у этого вида ещё не функционируют ни тычинки, ни рыльце, и нектар не выделяется. Лишь примерно через 25 часов, когда верхушки сегментов околоцветника уже начинают буреть и заворачиваться внутрь цветка, оставляя открытыми лишь столбик и тычинки, вскрываются пыльники и начинается слабое выделение нектара. Это так называемая «мужская фаза цветения», продолжающаяся около 9 часов. Затем начинается «обоеполая фаза», когда рыльце также достигает зрелости, но самоопыления, по-видимому, не происходит, так как столбик значительно превышает тычинки по длине. И, наконец, ещё через 16 часов, в последней, «женской» фазе, функционирует только рыльце, а тычинки засыхают и опускаются вниз. Выделение нектара в это время максимальное.

### Экология и распространение
Местообитания в России: Волгоградская область, Ростовская область, Краснодарский край, Ставропольский край, Дагестан, Чеченская Республика, Крым. Известна также одна островная популяция в Северной Осетии в бассейне реки Ардон. За пределами России встречается в горах Юго-Западной Азии, Закавказье, на Украине, в Туркменистане.
Численность вида неуклонно сокращается из-за разрушения местообитаний, а также сбора растений населением, и он может попасть в число видов, находящихся под угрозой исчезновения. Занесён в Красную книгу России.

## Хозяйственное значение и применение
Декоративное и медоносное растение.
Из корня его можно получать клей, поскольку он содержит полисахарид эремуран, считающийся ценным заменителем гуммиарабика. Клей применяли в переплётном и сапожном деле. Возможно, этот клей входил в состав цемента многих древних построек Средней Азии, сохранившихся до наших дней.
В листьях содержатся аскорбиновая кислота и каротин. Молодые листья съедобны, их употребляют в пищу как салат.
В народной медицине порошок корней применяют при нарывах и опухолях.

## Таксономия
Вид Эремурус замечательный входит в род Эремурус (Eremurus) семейства Асфоделовые (Asphodelaceae) порядка Спаржецветные (Asparagales).
|  |                                      |  |                                                             |                                                             |                       |  | ещё 24 семейства (согласно Системе APG II) | ещё 24 семейства (согласно Системе APG II) |                            |  |  |  | ещё около 45 видов |
|  |                                      |  |                                                             |                                                             |                       |  | ещё 24 семейства (согласно Системе APG II) | ещё 24 семейства (согласно Системе APG II) |                            |  |  |  | ещё около 45 видов |
|  |                                      |  |                                                             | порядок Спаржецветные                                       |                       |  |                                            |                                            | род Эремурус               |  |  |  |                    |
|  |                                      |  |                                                             | порядок Спаржецветные                                       |                       |  |                                            |                                            | род Эремурус               |  |  |  |                    |
|  | отдел Цветковые, или Покрытосеменные |  |                                                             |                                                             | семейство Асфоделовые |  |                                            |                                            | вид Эремурус замечательный |  |  |  |                    |
|  | отдел Цветковые, или Покрытосеменные |  |                                                             |                                                             | семейство Асфоделовые |  |                                            |                                            |                            |  |  |  |                    |
|  |                                      |  | ещё 44 порядка цветковых растений (согласно Системе APG II) | ещё 44 порядка цветковых растений (согласно Системе APG II) |                       |  |                                            | ещё 13 родов                               | ещё 13 родов               |  |  |  |                    |
|  |                                      |  |                                                             | ещё 44 порядка цветковых растений (согласно Системе APG II) |                       |  |                                            |                                            | ещё 13 родов               |  |  |  |                    |